# Отбор на Русия за Купа Дейвис
Отборът на Русия за Купа Дейвис представлява страната в международния отборен турнир по тенис за мъже за Купа Дейвис. Отборът се състезава в Световната група (явяваща се най-високо ниво в структурата на Купа Дейвис) за петнадесета поредна година. Отборът е на първо място в ранглистата на Купа Дейвис.

## История
Русия взима участие в турнира за първи път през 1962 г., тогава като СССР. Печели купата два пъти - през 2002 и 2006, съответно срещу Франция и Аржентина. През 1994 и 1995 отборът играе финал - срещу Швеция и САЩ.

## Актуален състав
| Име               | # АТП | Сингъл п/з | Двойки п/з | Дебют |
| Марат Сафин       | 25    | 19-14      | 10-4       | 1998  |
| Николай Давиденко | 4     | 9-6        | 1-0        | 2003  |
| Михаил Южни       | 11    | 7-8        | 5-4        | 2000  |
| Игор Андреев      | 39    | 6-3        | 2-3        | 2004  |
| Дмитрий Турсунов  | 27    | 5-0        | 1-3        | 2005  |